# Jan Karel Killar
Jan Karel Killar (auch: Jan Karel Kyllar; * 1745 in Schlaney, Grafschaft Glatz; † 28. April 1800 in Náchod, Königgrätzer Kreis) war ein böhmischer Brauer sowie Autor und Patriot.

## Leben
Jan Karel Killar wurde am 2. September 1745 in der St.-Laurentius-Kirche in Náchod, zu der sein Geburtsort Schlaney damals gepfarrt war, getauft. Sein Vater stammte aus Bílovec (jetzt Běloves) in der Herrschaft Nachod und war Bediensteter des Schlaneyer Dominiums, das seit dem Jahr 1601 der Stadt Náchod gehörte. Vermutlich wegen des Siebenjährigen Kriegs kehrte die Familie ins böhmische Náchod zurück. Dort erlernte Jan Karel Killar das Brauhandwerk und hielt sich danach einige Zeit in der Prager Altstadt auf, wo er 1768 als Mitglied der Zunft der Brauer nachgewiesen ist. In Prag unterhielt er Kontakt zu patriotischen Kreisen und zum Prager Theater. Vermutlich unter dem Einfluss des religiösen und volkstümlichen Barockdramas verfasste er das hagiographische Theaterspiel „Komedie o sv. Jiří mučedlníku“ (Komödie vom hl. Georg, dem Märtyrer). Später kehrte er nach Náchod zurück, wo er 1777 heiratete. 1782 ernannte ihn die Stadt Náchod zum Bierbrauer der ihr gehörenden Brauerei in seinem Geburtsort Schlaney, das nun zu Preußen gehörte. Trotzdem unterhielt Killar weiterhin Kontakt zu Prager vaterländischen Kreisen und zum Schriftsteller Kramerius, für den er die in dessen Verlag Böhmische Expedition erschienenen Zeitschriften und Bücher im Náchoder Gebiet vertrieb. In diesem Verlag, der sich zum Mittelpunkt der tschechischen Nationalen Wiedergeburt entwickelte, veröffentlichte Killar 1794 anonym das Buch „Rybrcol na Krkonoských horách nebo Zajletý a vysvobozený princ“. Es erlangte eine hohe volkstümliche Bedeutung, wurde mehrmals aufgelegt und 1797 unter dem Titel „Rübezahl im Riesengebirge“ ins Deutsche übersetzt. 1795 gehörte Killar zu den Wiederbegründern der Nachoder Literarischen Bruderschaft (Literátské bratrstvo). 1795 stellte Killar eine handschriftliche Sammlung von Begräbnisgesängen zusammen, die vermutlich 1849 gebunden wurde. 1998 konnte sie vom Bezirksmuseum Náchod erworben werden.

## Werke
- Komedie o sv. Jiří mučedlníku
- Rybrcol na Krkonoských horách nebe Zajletý a vysvobozený princ
- Kancionál funerální při chrámu Páně svatého Vavřince v městě Náchodě (Handschriftliche Sammlung von Begräbnisgesängen)